# Aphropsylla wollastoni
Aphropsylla wollastoni är en loppart som först beskrevs av Rothschild 1908.  Aphropsylla wollastoni ingår i släktet Aphropsylla och familjen husloppor. Inga underarter finns listade i Catalogue of Life.